# Glympis phalaenalis
Glympis phalaenalis là một loài bướm đêm trong họ Erebidae.